# Abbaye Saint-Blaise de Northeim
 (mars 2024).
Les informations dans cet article sont mal organisées, redondantes, ou il existe des sections bien trop longues. Structurez-le ou soumettez des propositions en page de discussion.
Avec le temps, il arrive que le contenu présent dans un article devienne désordonné. Il est souvent nécessaire de réorganiser l'article de fond en comble.
- Il faut tout d’abord répartir le contenu de l'article en plusieurs sections. Les informations doivent ensuite être exposées clairement et le plus synthétiquement possible, regroupées par sujet afin d'éviter les doublons. Quelqu'un cherchant une information précise doit pouvoir la trouver rapidement en lisant la section appropriée.
- À l'intérieur de chaque section, le texte, souvent initialement sous la forme de phrases éparses, doit être regroupé dans des paragraphes de quelques lignes, en assurant un enchaînement logique et une cohérence entre les phrases.
- Lorsque l'article ou l'une de ses sections développe trop longuement un point qui n'est pas dans le cœur du sujet traité, il convient de faire une synthèse et de transférer l'ancien contenu dans des articles plus appropriés (en cas de transfert, il faut impérativement respecter la procédure Aide:Scission).

Si vous pensez que ces points ont été résolus, vous pouvez retirer ce bandeau et améliorer le plan d'un autre article.
L’abbaye Saint-Blaise est une ancienne abbaye bénédictine au centre de la ville de Northeim.

## Histoire
L'abbaye est le souhait du comte Otton de Nordheim (décédé en 1083), mais il n'est réalisé par ses fils dans le comté de Northeim (de) qu'après sa mort vers 1100. Initialement fondé pour les chanoines réguliers de saint Augustin, elle devient un peu plus tard un monastère bénédictin.
L'emplacement idéal à l'intersection de deux routes commerciales conduit à la formation d'un établissement de marché, qui forme le noyau de Northeim et favorise le développement de la ville. Le privilège urbain est accordé en 1252.
Au XVe siècle, le moine de Reinhausen Johannes Dederoth arrive et réforme plus tard en tant qu'abbé pour fonder la congrégation de Bursfelde que Saint-Blaise intègre. À son retour à Reinhausen, Dederoth introduit pour la première fois les réformes de Bursfeld, car les frères ne sont pas conquis alors par des disciplines monastiques plus strictes. Après la mort de Dederoth en 1439, Johannes von Hagen (mort en 1469) devient abbé de Bursfelde et la congrégation est reconnue par l'église un an plus tard. Cependant, ce n'est qu'en 1464 que l'abbaye Saint-Blaise rejoint également la congrégation de Bursfelde. Le contexte de la réforme du monastère est, entre autres, la Devotio moderna, avec l'aide de laquelle la liturgie solidifiée des bénédictins trouve de nouvelles formes d'expression intériorisées.
La convention s'oppose à l'introduction du luthéranisme lors d'une visite en 1541, initiée par la duchesse Élisabeth de Brandebourg. À cette époque, cependant, le monastère est déjà en cours de dissolution ; après la mort de l'abbé en 1545, seuls quatre frères vivent dans le complexe. Le nombre augmente peut-être légèrement les années suivantes, mais les épidémies de peste de 1552-1553 et 1565-1566 anéantissent la plupart d'entre eux. En 1570, cependant, le dernier abbé, Johann Beckmann, abandonne et quitte Northeim ; en dehors d'un court intermède en 1629, pendant la guerre de Trente Ans, la vie monastique au monastère Saint-Blaise cesse. Dès 1541, l'administration de la propriété est assurée par un fonctionnaire de la duchesse.
De grandes parties de l'ancien complexe monastique se sont détériorées au fil du temps et sont supprimées dans le cadre de la modernisation du centre-ville dans les années 1970. Le complexe Saint-Blaise, conservé à ce jour, est repris par la ville de Northeim en 1975 et largement restauré. Aujourd'hui, il abrite, entre autres, la chapelle Saint-Blaise, achevée en 1517. Il s'agit de l'ancienne sacristie de l'église abbatiale, qui n'a jamais été construite et qui est dédiée aux cultes depuis son achèvement[pas clair]. La communauté de l'église protestante réformée célèbre ses services ici depuis le 28 avril 1957.
Le bâtiment abrite également la salle des citoyens, qui est créée en 1982, pour des réceptions festives dans la ville de Northeim et pour des événements culturels plus petits. Cette salle fait référence à la salle des citoyens de l'hôtel de ville médiéval sur le marché, qui a brûlé en 1832.
Le bureau de l'état civil, l'office des citoyens, l'association du jumelage avec Prudnik et le Klosterschänke, un restaurant avec une cave voûtée médiévale, sont aussi dans le complexe.